# Marbella Cup
Marbella Cup — товарищеский турнир по футболу, который проходит в Испанском Коста-дель-Соль. Из-за того, что турнир проводится зимой, в основном в нём принимают участие команды из Скандинавии, Восточной Европы, некоторых стран Азии и из Бразилии. Представители РФПЛ выигрывали турнир дважды, по разу обладателями трофея становились команды из Украины, Бразилии, Румынии, Кореи и Италии.

## Финалы
| Сезон | Победитель             | Счёт             | Финалист         | Место            | Дата                |
| ----- | ---------------------- | ---------------- | ---------------- | ---------------- | ------------------- |
| 2011  | Днепр                  | 0:0 (6:5) пен.   | Полония          | Марбелья Испания | 2 - 8 февраля 2011  |
| 2012  | Рубин                  | 2:1              | Динамо Киев      | Марбелья Испания | 3 - 9 февраля 2012  |
| 2013  | Атлетико Паранаэнсе    | 1:0              | Динамо Бухарест  | Марбелья Испания | 4 - 10 февраля 2013 |
| 2014  | Динамо Бухарест        | 2:0              | ИФК Гётеборг     | Марбелья Испания | 3 - 6 февраля 2014  |
| 2015  | Локомотив Москва       | Групповой турнир | Групповой турнир | Марбелья Испания | 4 - 10 февраля 2015 |
| 2016  | Сувон Самсунг Блюуингз | Групповой турнир | Групповой турнир | Михас Испания    | 2 - 9 февраля 2016  |
| 2017  | Интернационале         | Групповой турнир | Групповой турнир | Марбелья Испания | 3 января 2017       |

### Победители
- Днепр - 2011
- Рубин - 2012
- Атлетико Паранаэнсе - 2013
- Динамо Бухарест - 2014
- Локомотив Москва - 2015
- Сувон Самсунг Блюуингз - 2016
- Интернационале - 2017